# Radha Soami Satsang Bea

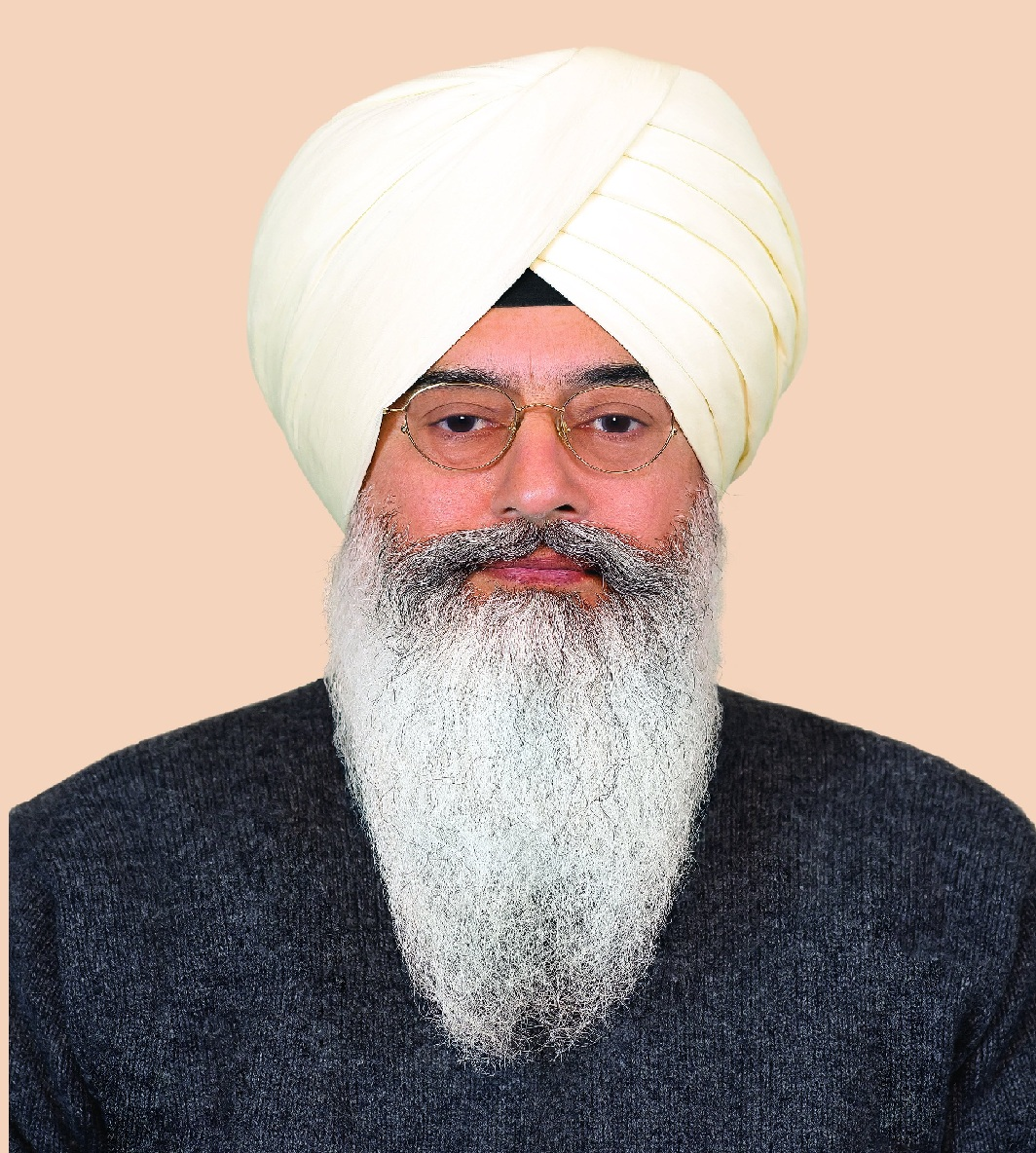
Imagen de Baba Gurinder Singh.

Radha Soami Satsang Beas es un movimiento filosófico y religioso cuya organización está basada en Beas, en el estado de Punjab, en India.  La filosofía de este movimiento tiene muchas semejanzas con el resto de movimientos que también se denominan "Radha Soami", pero en sus diferentes escritos tratan de deslindarse.
Radha Soami Satsang Beas se estableció en India en 1891 bajo la dirección espiritual de Baba Jaimal Singh. La filosofía de Radha Soami Satsang Beas se basa en la necesidad de un maestro viviente al que llaman Sant Guru o Satguru, también simplemente Guru el cual rebela a su discípulo la técnica de meditación apropiada. A los miembros se les pide una alimentación vegetariana, la abstinencia de cualquier droga tal como el alcohol o cualquier psicoactivo. Así mismo se les exhorta a mantener una vida moral, abstenerse del sexo fuera del matrimonio y a no tener rituales, adoración de imágenes. Se les exige la meditación diaria.

## Breve Síntesis de sus filosofía
El núcleo de la filosofía de Radha Soami Satsang Beas es la creencia de que existe un propósito espiritual en la vida humana, y este es la experiencia directa de la divinidad que reside en el interior de cada persona. Tener conciencia de que Dios es la expresión del amor y la verdad.  La Filosofía de Radha Soami Satsang Beas hace énfasis en la necesidad de un Gurú que es la guía para que sus discípulos tengan un método de espiritualidad basado en la meditación diaria.